# منطقة شاندل
شاندل رمزها «CD» (بالإنجليزية: Chandel)‏ ، هو تقسيم إداري لدولة الهند تتبع ولاية مانيبور (بالإنجليزية: Manipur)‏ ، مركزها هو مدينة شاندل (بالإنجليزية: Chandel)‏ عدد سكانها حسب تعداد سنة 2001 هو 122,714 ، مساحتها 3,317 كم² وكثافة السكان 37 لكل كم² .